# Herz-Jesu-Kirche (Essen-Altenessen-Süd)

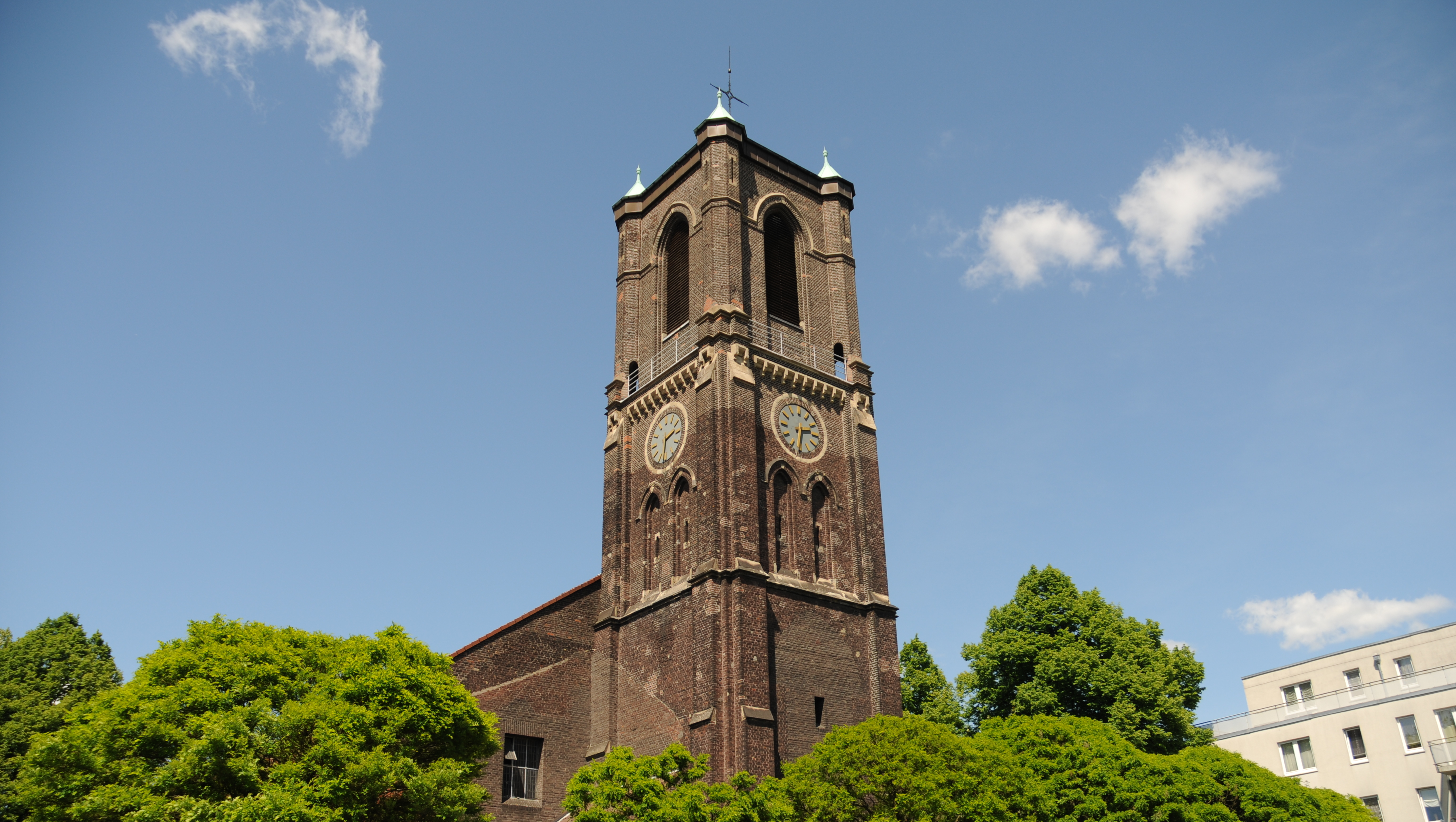
Kirche Herz Jesu

Die Kirche Herz Jesu (ⓘ) ist ein römisch-katholisches Kirchengebäude im Essener Stadtteil Altenessen-Süd. Sie ist Filialkirche der Gemeinde St. Hedwig und gehört zur Pfarrei St. Johann Baptist.

## Geschichte
Die Herz-Jesu-Kirche wurde im Jahr 1894 erbaut und im Zweiten Weltkrieg zerstört. Im Jahr 1958 wurde sie unter Verwendung von Resten der alten Umfassungsmauer und des Turmstumpfs durch die Architekten Emil Steffann und Karl-Otto Lüfkens wieder aufgebaut.
Die Werktagskapelle ist mit Bleiglasfenstern des Glasmalers Franz Pauli verziert, die verschiedene Szenen aus dem Alten und Neuen Testament darstellen.

## Glocken
Die Kirche besaß ursprünglich fünf Glocken, von denen vier im Zweiten Weltkrieg zerstört wurden. Im Jahr 1963 erhielt sie ein neues Geläut aus vier Glocken.
Die Glocken 1–4 bilden das Idealquartett, die Glocken 1–3 das Te-Deum-Motiv und die Glocken 2–4 das Gloria-Motiv.

### Ursprüngliche Glocken
| Nr. | Durchmesser (mm) | Mase (kg ca.) | Schlagton (HT –1/16) | Gießer                                                                 | Gussjahr | Bemerkung                         |
| --- | ---------------- | ------------- | -------------------- | ---------------------------------------------------------------------- | -------- | --------------------------------- |
| 1   | 1470             | 2000          | d′                   | Werner Hubert Paul Maria Hüesker, Fa. Petit & Gebr. Edelbrock, Gescher | 1926     | durch Kriegseinwirkung vernichtet |
| 2   | 1310             | 1400          | e′                   | Werner Hubert Paul Maria Hüesker, Fa. Petit & Gebr. Edelbrock, Gescher | 1926     | durch Kriegseinwirkung vernichtet |
| 3   | 1160             | 950           | fis′                 | Werner Hubert Paul Maria Hüesker, Fa. Petit & Gebr. Edelbrock, Gescher | 1926     | durch Kriegseinwirkung vernichtet |
| 4   | 970              | 540           | a′                   | Werner Hubert Paul Maria Hüesker, Fa. Petit & Gebr. Edelbrock, Gescher | 1926     | durch Kriegseinwirkung vernichtet |
| 5   | 560              | 360           | h′                   | Werner Hubert Paul Maria Hüesker, Fa. Petit & Gebr. Edelbrock, Gescher | 1926     | –                                 |

### Glocken nach dem Zweiten Weltkrieg
| Nr. | Name          | Durchmesser (mm) | Masse (kg ca.) | Schlagton (HT –1/16) | Gießer                                                                 | Gussjahr | Inschrift |
| --- | ------------- | ---------------- | -------------- | -------------------- | ---------------------------------------------------------------------- | -------- | --- |
| 1   | –             | 1401             | 1750           | d′-1                 | Hans Georg Hermann Maria Hüesker, Fa. Petit & Gebr. Edelbrock, Gescher | 1963     | + VATER, LASS SIE ALLE EINS SEIN; WIE DU IN MIR UND ICH IN DIR, AUF DASS DIE WELT GLAUBE, DASS DU MICH GESENDET HAST JOH, 17,20 |
| 2   | Marien-Glocke | 1170             | 950            | f'±0                 | Hans Georg Hermann Maria Hüesker, Fa. Petit & Gebr. Edelbrock, Gescher | 1963     | + HOCH PREIST MEINE SEELE DEN HERRN; UND MEIN GEIST FROHLOCKT IN GOTT, MEINEM HEILANDE. LUK. 1,46–57                            |
| 3   | –             | 1025             | 670            | g′±0                 | Hans Georg Hermann Maria Hüesker, Fa. Petit & Gebr. Edelbrock, Gescher | 1963     | + EINST WART IHR FINSTERNIS, JETZT SEID IHR LICHT IM HERRN. WANDELT ALS KINDER DES LICHTS. EPH. 5,8                             |
| 4   | –             | 845              | 370            | b′+1                 | Hans Georg Hermann Maria Hüesker, Fa. Petit & Gebr. Edelbrock, Gescher | 1963     | + DIE FRUCHT DES GEISTES IST: LIEBE; FREUDE; FRIEDE, LANGMUT, MILDE, GÜTE, TREUE, SANFTMUT, KEUSCHHEIT. GAL. 5,2                |